# Mambo!
Mambo! – piąty singel Eleny Paparizou i pierwszy z jej międzynarodowego albumu The Game of Love. Można znaleźć na nim dwie wersje piosenki: angielską i grecką. Grecka wersja została wydana w listopadzie 2005 roku w Grecji i od razu stała się wielkim hitem. Przez 10 tygodni zajmowała pierwsze miejsce na listach przebojów, co uczyniło „Mambo!” jak do tej pory, najbardziej udanym singlem Eleny Paparizou. Na listach utrzymał się przez 23 tygodnie. Singel został wydany jako CD Single, ale także przez Sony BMG w reedycji debiutanckiego albumu Protereotita zatytułowanego Protereotita: Euro Edition + Mambo!.
W kwietniu 2006 roku ogłoszono, że wersja angielska ukaże się na świecie w Austrii, Szwajcarii, Polsce i Hiszpanii poprzez Sony BMG. Inne wytwórnie płytowe wydały „Mambo!” we Francji, Wielkiej Brytanii, Włoszech, Holandii, Belgii, Kanadzie, RPA i Australii. Moda Records wydała remix wraz z „My Number One” w Stanach Zjednoczonych.

## Wydania
„Mambo!” zostało wydane w wielu krajach Europy: Austrii, Belgii, Danii, Finlandii, Grecji, Holandii, Irlandii, Norwegii, Polsce, Szwecji, Szwajcarii, Wielkiej Brytanii i Włoszech. W niektórych innych krajach nie zostało wydane na CD, ale znalazło się na radiowych listach przebojów w: Bułgarii, Estonii, Japonii, Rumunii, Rosji, Serbii i innych.

## Eurowizja 2006
Podczas głosowania w trakcie finału Elena Paparizou wystąpiła z piosenką „Mambo!”. Przez wielu określany jako niesamowity, spektakularny pokaz został przyjęty przez 20 tysięczną publiczność z wielkim entuzjazmem, przez dłuższą chwilę tłum klaskał, i skandował.

## Dokonania na listach przebojów
„Mambo!” zostało wydane w Szwecji jako czwarty singel Eleny Paparizou. Stał się wielkim hitem zdobywając 5 miejsce na szwedzkiej liście singli i utrzymując się tam przez 25 tygodni. Singel sprzedał się w 35,000 egzemplarzach i osiągnął status złotej płyty. „Mambo!” znalazło się również na Svensktoppen (szwedzka lista przebojów) przez 9 tygodni. W różnych europejskich krajach znajdował się tylko na radiowych listach przebojów. W Estonii zajmował pierwsze miejsce, w Rumunii znalazł się na miejscu 13 i utrzymał się na liście przez 30 tygodni. W Rosji na tamtejszym Top 100 utwór był na pozycji 41. W Polsce „Mambo!” stało się bardzo popularne i na wielu stacjach radiowych było numerem jeden.
W Irlandii i Wielkiej Brytanii wydanie „Mambo!” zaplanowane było na wrzesień 2006 roku, ale się opóźniło. Oficjalna data wydania w Wielkiej Brytanii został 13 listopada, a na brytyjskim iTunes pojawił się 6 listopada. W pierwszym tygodniu na Club Dance Charts osiągnął miejsce 16, ale na UK Singles Chart był na 185 pozycji.
W Belgii, gdzie singel stał się popularny, zdobył 18 miejsce i pozostał na liście przez 4 miesiące. Stał się również 60. najlepiej sprzedającym się singlem w Belgii w 2006 roku. Na Ultratop Downloads Vlaanderen (belgijska lista przebojów) był na pozycji 6 i utrzymał się przez 9 tygodni.
We Francji został rozesłany poprzez singel promocyjny do stacji radiowych przez Sonic Services. Wideoklip był pokazywany na francuskich kanałach muzycznych. We francuskim radiu Atlantis został dodany do playlisty w okresie od 20 lipca do 16 października. To okazało się sukcesem dla Paparizou, gdyż „Mambo!” znalazło się na liście na 82 miejscu 3 września 2006 roku.

## Wideoklip
Oryginalny wideoklip dla „Mambo!” został wydany w Grecji w lutym 2006 roku. Ten wideoklip został nagrany w wersji grecko-angielskiej. Przez cały czas jego trwania Paparizou pokazuje swoje umiejętności taneczne. Większa część wideoklipu odbywa się w biurze. Gdy Paparizou wchodzi do biura sprawia, że wszyscy w budynku zaczynają tańczyć i dobrze się bawić. Na koniec Paparizou i tancerze tańczą razem. Wideoklip dobrze się przyjął w Grecji, zdobył nagrodę w trakcie MAD TV Music Awards 2006.
W maju, ze względu na to, że Elena Paparizou rozpoczynała swoją międzynarodową karierę, nakręcono nowe wideo skierowane bardziej na światową widownię. Na nakręcenie filmu otrzymano tylko jeden dzień na małej wyspie w Grecji. Na wyspie jest bar, który jest centrum wideoklipu wraz z mnóstwem ludzi bawiących się i tańczących do „Mambo!”. Pod koniec filmu widać Paparizou tańczącą w nocnej scenerii.

## Lista utworów
- Brytyjska wersja CD:

1. „Mambo!” (Radio edit) – 3:06
2. „Mambo!” (Alex K remix) – 6:05
3. „Mambo!” (Flip & Fill remix) – 6:38
4. „Mambo!” (Ruff & Jam club mix) – 7:42
5. „Mambo!” (Dancing DJ’s remix) – 6:08
6. „Mambo!” (Fugitive club mix) – 6:35

- Grecka wersja CD: Okładka

1. „Mambo!” (Wersja grecka) – 3:05
2. „Panta Se Perimena” (Idaniko Fili) – 3:50
3. „I Agapi Sou Den Meni Pia Edo” (Aşkın Açamadığı Kapı) – 3:55
4. „Asteria” – 3:52
5. „Mambo!” (Wersja angielska) – 3:06

- Holenderska wersja CD:

1. „Mambo!” (Wersja angielska) – 3:06
2. „You Set My Heart on Fire” – 3:13
3. „Mambo!” (Wersja grecka) – 3:05

- Skandynawska wersja CD:

1. „Mambo!” (Wersja angielska) – 3:06
2. „Mambo!” (Wersja grecka) – 3:05

- Austriacka, Belgijska, Szwajcarska wersja CD:

1. „Mambo!” (Wersja angielska) – 3:06
2. „You Set My Heart on Fire” – 3:13

- Włoska wersja winylowa:

Side A:
1. „Mambo!” (Ruff & Jam remix)
2. „Mambo!” (Wersja oryginalna) – 3:05

Side B:
1. „Mambo!” (Bikini extended mix)
2. „Mambo!” (Ruff & Jam radio edit)

## Remixy
Oficjalne remixy:
- Dancing DJs remix
- The Fugitives club mix
- Flip & Fill remix
- Ruff & Jam remix
- Alex K remix

Nieoficjalne remixy:
- Extended version
- Tech mix
- Jay’s Boost mix
- Instrumental version

Składanka nazwana Dance Mania, gdzie „Mambo! (Dancing Dj Mix)” zostało dodane było numerem jeden na UK Charts.

## Historia wydania
| Kraj              | Data wydania      | Wytwórnia     | Format                      |
| ----------------- | ----------------- | ------------- | --------------------------- |
| Grecja            | 24 listopada 2005 | Sony BMG      | Single CD, Digital download |
| Skandynawia       | 20 marca 2006     | Sony BMG      | Digital download            |
| Skandynawia       | 12 kwietnia 2006  | Bonnier Music | Single CD                   |
| Szwajcaria        | 12 kwietnia 2006  | Sony BMG      | Single CD                   |
| Belgia            | 15 maja 2006      | ARS/EMI       | Single CD, Digital download |
| Austria           | maj 2006          | Sony BMG      | Single CD                   |
| Francja           | lipiec 2006       | Sonic         | Singel promocyjny           |
| Kanada            | 16 sierpnia 2006  | Moda Records  | Digital download            |
| Stany Zjednoczone | 16 sierpnia 2006  | Moda Records  | Digital download            |
| Polska            | wrzesień 2006     | Sony BMG      | Single CD                   |
| Holandia          | 14 września 2006  | Digidance     | Single CD, Digital download |
| Wielka Brytania   | 6 listopada 2006  | AATW          | Single CD, Digital download |
| Irlandia          | 6 listopada 2006  | AATW          | Single CD, Digital download |
| Włochy            | 2006              | FMA/No Color  | Winyl                       |

## Osiągnięcia
| Lista                    | Organizacja wydająca certyfikat | Najlepsza pozycja | Wyróżnienie | Liczba sprzedanych egzemplarzy |
| ------------------------ | ------------------------------- | ----------------- | ----------- | ------------------------------ |
| Grecka lista singli      | IFPI                            | 1 (10 tygodni)    | platyna     | ponad 20 000                   |
| Szwedzka lista przebojów | GLF                             | 5                 | złota płyta | ponad 20 000                   |

## Pozycje na listach przebojów
| Lista (2007)                  | Najlepsza pozycja |
| ----------------------------- | ----------------- |
| Greek Singles Top 50 Chart    | 1 (10 tygodni)    |
| Estonian Top 40 Chart         | 1                 |
| Swedish Airplay Chart         | 2                 |
| ZipFm Hot 100 (Japonia)       | 5                 |
| Swedish Top 60 Singles        | 5                 |
| Ultratop Downloads Vlaanderen | 6                 |
| UK Club Breakers Chart        | 6                 |
| ZipFm Dance Hits 20 (Japonia) | 8                 |
| UK Commercial Club Chart      | 9                 |
| Bulgarian Airplay Chart       | 10                |
| Romanian Airplay Chart        | 13                |
| UK Club Dance Charts          | 16                |
| Belgian Singles Chart         | 18                |
| Swedish Dance Chart           | 19                |
| Romanian Top Of The Year 2006 | 23                |
| Finnish Dance Chart           | 26                |
| Russian Airplay Chart         | 41                |
| Tokio Hot 100                 | 45                |
| Eurochart Hot 100 Singles     | 53                |
| French Airplay Top 100        | 82                |
| UK Singles Chart              | 185               |